# 유로파 유니버설리스 3
유로파 유니버설리스 III(Europa Universalis III)는 패러독스 인터랙티브에서 개발하고 유통한 대전략 컴퓨터 게임이다. 윈도우용 게임은 2007년 1월에 출시되었으며, Mac OS X에는 2007년 11월 2일에 포팅되었다.
확장팩을 제외한 오리지널 게임이 시작 위치는 콘스탄티노폴리스의 함락 바로 직후인 1453년부터 시작하여 프랑스 혁명이 시작한 직후인 1789년까지이다. 플레이어는 국가를 조작하여 전쟁, 외교, 무역과 경제를 다루게 된다.
유로파 유니버설리스 III는 픽셀 셰이더 2.0 스펙을 만족하는 시스템을 요구하는 3D 엔진을 사용한다. 지도는 1,700 개의 육지와 바다 구획과 250개의 플레이 가능한 국가들을 포함하며 이는 세계의 대부분을 포함한다. 또한 이 게임은 파라독스 사의 게임들인 크루세이더 킹즈, 빅토리아 그리고 하츠 오브 아이언 2의 요소들을 가지고 있다.

## 같이 보기
- 패러독스 인터랙티브 게임 목록